# Andrena henotica
Andrena henotica är en biart som beskrevs av Warncke 1975. Andrena henotica ingår i släktet sandbin, och familjen grävbin. Inga underarter finns listade i Catalogue of Life.